# Amblyscarta invenusta
Amblyscarta invenusta är en insektsart som beskrevs av Young 1977. Amblyscarta invenusta ingår i släktet Amblyscarta och familjen dvärgstritar. Inga underarter finns listade i Catalogue of Life.